# روبين غاليغو
روبين غاليغو (بالإسبانية: Rubén Gallego)‏ (بالروسية: Рубен Гальего)‏ هو كاتب روسي وإسباني، ولد في 20 سبتمبر 1968 في موسكو في روسيا.